# Rhododendron dutartrei
Rhododendron dutartrei är en ljungväxtart som beskrevs av Danet. Rhododendron dutartrei ingår i släktet rododendron, och familjen ljungväxter. Inga underarter finns listade i Catalogue of Life.